# Luo Li Rong
Luo Li Rong (en chinois : 罗丽蓉; pinyin: Luó Lì Róng) est une artiste et sculptrice chinoise.

## Biographie
Luo Li Rong est née en 1980 à Hongqi, dans la province de Hunan, Chine. En 1998, elle entre à l'Académie des Arts de Changsha, sous la supervision de l'artiste Xiao Xiao Qiu. De 2000 à 2005, elle étudie la sculpture à l'Académie centrale des beaux-Arts de Chine (CAFA) dans le département du sculpteur Sun Jiabo. Elle sort de sa formation diplômée avec les félicitations du jury.
En 2005, Luo Li Rong voyage en France, puis s'installe en Belgique. En 2018, elle ouvre son propre studio et sa fonderie à Bologne, en Italie.
Pendant ses études au CAFA, Luo Li Rong participe à des projets de sculpture publique, dont la commission d'une statue monumentale pour les Jeux olympiques d'été de 2008 à Pékin.

## Style
Luo Li Rong emploie majoritairement la technique du bronze, qu'elle travaille pour donner à ses sculptures un aspect proche de l'argile.
La grande force de représentation de ses œuvres, combinée à une grande finesse de modelé, sont caractéristiques de ses créations, présentant souvent des figures féminines sensuelles, de taille humaine, aux formes soulignées par des drapés en mouvement.
La silhouette gracieuse enveloppée de draperies fluides de ses sculptures témoigne chez l'artiste de l'influence des maîtres de la Renaissance et des artistes baroques.

## Œuvres
2016
- Bonheur simple, 5.9 x 7.5 x 5.5 inch, sculpture en bronze.
- L'Arrivée du jour, 43.3 x 20.9 x 18.9 inch, sculpture en bronze.
- Ligne de ton dos, 6.3 x 13.4 x 5.1 inch, sculpture en bronze.
- Je me souviens de toi, 11.8 x 10.2 x 4.7 inch, sculpture en bronze.

2017
- L'Arrivée du jour (sans feuille), 43.3 x 20.9 x 18.9 inch, sculpture en bronze.
- La mélodie oubliée, 205 x 85 × 85 cm, sculpture en bronze.

2018
- Vol Haut, 35 x 20.9 x 16.9 inch, sculpture en bronze.